# Generali Open Kitzbühel 2017
Generali Open Kitzbühel 2017 byl profesionální tenisový turnaj pořádaný jako součást mužského okruhu ATP World Tour, který se hrál na otevřených antukových dvorcích Tennis Stadium Kitzbühel. Probíhal mezi 31. červencem  až 5. srpnem 2017 v rakouském alpském letovisku Kitzbühel jako jubilejní sedmdesátý třetí ročník turnaje.
Turnaj s rozpočtem 540 310 eur se řadil do kategorie ATP World Tour 250. Nejvýše nasazeným hráčem ve dvouhře se stal dvacátý šestý tenista světa Pablo Cuevas z Urugaye. Jako poslední přímý účastník do hlavní singlové soutěže nastoupil ruský 88. hráč žebříčku Michail Južnyj.
Osmý titul na okruhu ATP Tour vybojoval 33letý Němec Philipp Kohlschreiber, jenž navázal na kitzbühlské vítězství z roku 2015. Premiérovou společnou trofej ze čtyřhry si z rakouského turnaje odvezl uruguaysko-argentinský pár Pablo Cuevas a Guillermo Durán, který ve finále odvrátil jeden mečbol.

## Rozdělení bodů a finančních odměn

### Rozdělení bodů
| Soutěž  | vítězové | finalisté | semifinalisté | čtvrtfinalisté | 16 v kole | 32 v kole | Q  | Q2 | Q1 |
| ------- | -------- | --------- | ------------- | -------------- | --------- | --------- | -- | -- | -- |
| dvouhra | 250      | 150       | 90            | 45             | 20        | 0         | 12 | 6  | 0  |
| čtyřhra | 250      | 150       | 90            | 45             | 0         | —         | —  | —  | —  |

### Finanční odměny
| Soutěž                              | vítězové | finalisté | semifinalisté | čtvrtfinalisté | 16 v kole | 32 v kole | Q2     | Q1     |
| ----------------------------------- | -------- | --------- | ------------- | -------------- | --------- | --------- | ------ | ------ |
| dvouhra                             | €85 945  | €45 265   | €24 520       | €13 970        | €8 230    | €4 875    | €2 195 | €1 100 |
| čtyřhra                             | €26 110  | €13 730   | €7 440        | €4 260         | €2 490    | —         | —      | —      |
| částka ve čtyřhře je uvedena na pár |          |           |               |                |           |           |        |        |

## Mužská dvouhra

### Nasazení
| Stát                             | Hráč               | ATP | Nasazení |
| -------------------------------- | ------------------ | --- | -------- |
| Uruguay                          | Pablo Cuevas       | 26. | 1.       |
| Itálie                           | Fabio Fognini      | 31. | 2.       |
| Itálie                           | Paolo Lorenzi      | 36. | 3.       |
| Francie                          | Gilles Simon       | 39. | 4.       |
| Nizozemsko                       | Robin Haase        | 50. | 5.       |
| Německo                          | Jan-Lennard Struff | 54. | 6.       |
| Česko                            | Jiří Veselý        | 55. | 7.       |
| Argentina                        | Horacio Zeballos   | 57. | 8.       |
| Žebříček ATP k 24. červenci 2017 |                    |     |          |

### Jiné formy účasti
Následující hráči obdrželi divokou kartu do hlavní soutěže:
- Tommy Haas
- Gerald Melzer
- Sebastian Ofner

Následující hráč obdržel do hlavní soutěže zvláštní výjimku:
- Yannick Hanfmann

Následující hráči postoupili z kvalifikace:
- Santiago Giraldo
- Facundo Bagnis
- Maximilian Marterer
- Miljan Zekić

Následující hráč postoupil z kvalifikace jako tzv. šťastný poražený:
- Thiago Monteiro

### Odhlášení
před zahájením turnaje
- Nicolás Almagro → nahradil jej  Carlos Berlocq
- Federico Delbonis → nahradil jej  Thiago Monteiro
- David Ferrer → nahradil jej  Michail Južnyj
- Denis Istomin → nahradil jej  Renzo Olivo
- Martin Kližan → nahradil jej  Dušan Lajović
- Viktor Troicki → nahradil jej  Andrej Kuzněcov

## Mužská čtyřhra

### Nasazení
| Stát                                                                        | Hráč             | Stát      | Hráč              | ATP  | Nasazení |
| --------------------------------------------------------------------------- | ---------------- | --------- | ----------------- | ---- | -------- |
| Polsko                                                                      | Marcin Matkowski | Srbsko    | Nenad Zimonjić    | 77.  | 1.       |
| Chile                                                                       | Julio Peralta    | Argentina | Horacio Zeballos  | 78.  | 2.       |
| Nový Zéland                                                                 | Marcus Daniell   | Brazílie  | Marcelo Demoliner | 95.  | 3.       |
| Uruguay                                                                     | Pablo Cuevas     | Argentina | Guillermo Durán   | 115. | 4.       |
| Žebříček ATP k 24. červenci 2016; číslo je součtem umístění obou členů páru |                  |           |                   |      |          |

### Jiné formy účasti
Následující páry obdržely divokou kartu do hlavní soutěže:
- Tommy Haas /  Sebastian Ofner
- Gerald Melzer /  Tristan-Samuel Weissborn

### Odhlášení
v průběhu turnaje
- Alessandro Giannessi

## Přehled finále

### Mužská dvouhra
- Philipp Kohlschreiber vs.  João Sousa, 6–3, 6–4

### Mužská čtyřhra
- Pablo Cuevas /  Guillermo Durán vs.  Hans Podlipnik-Castillo /  Andrej Vasilevskij 6–4, 4–6, [12–10]